# Kernkraftwerk

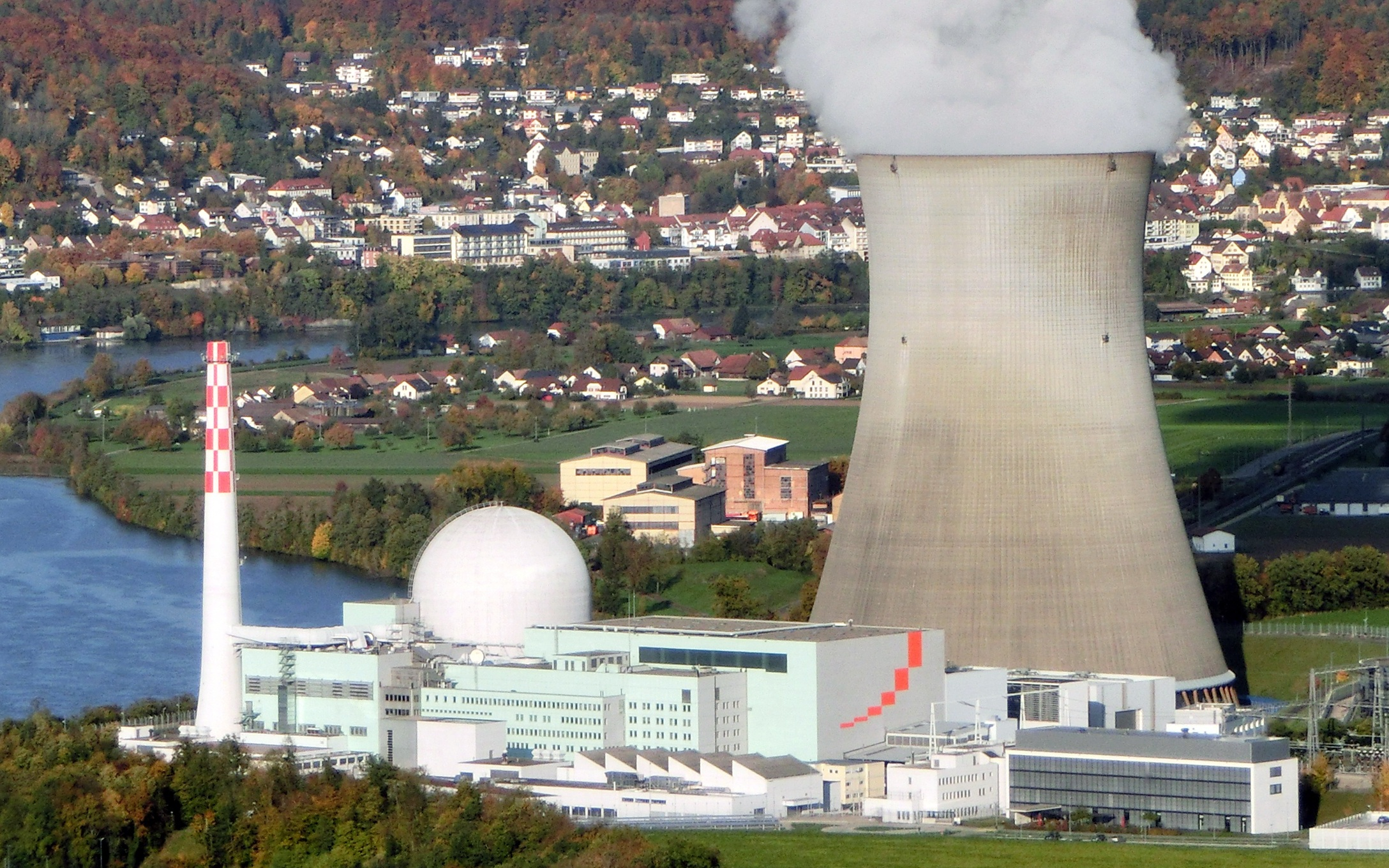
Kernkraftwerk Leibstadt. Der Kernreaktor befindet sich unter der Kuppel links. Rechts befindet sich der Kühlturm.

Ein Kernkraftwerk oder Atomkraftwerk ist ein Wärmekraftwerk, in dem mittels kontrollierter Kernspaltung Strom erzeugt wird.
In Kernkraftwerken findet eine gesteuerte Kettenreaktion statt. Neutronen spalten einige Isotope der Elemente Uran oder Plutonium. Die Bindungsenergie pro Nukleon ist in den Spaltprodukten größer als vorher im spaltbaren Kern. Diese Energiedifferenz wird bei der Kernspaltung – hauptsächlich als Bewegungsenergie der Spaltprodukte – freigesetzt. Die Spaltprodukte werden von den Hüllen der Brennelemente und vom Wasser im Reaktorbecken abgebremst. Dabei entsteht Wärme, die Wasserdampf erzeugt.
Viele Kernkraftwerke haben mehrere Blöcke, die unabhängig voneinander elektrischen Strom erzeugen. Jeder Block enthält einen Kernreaktor.
Im Jahr 2023 waren weltweit 413 Kernreaktoren am Netz. Der relative Anteil am weltweiten Strommix ist 2022 erstmals seit rund 40 Jahren unter zehn Prozent gesunken. Der Höchstwert lag bei 17,5 Prozent im Jahr 1996.

## Geschichte

### Begriffsgeschichte

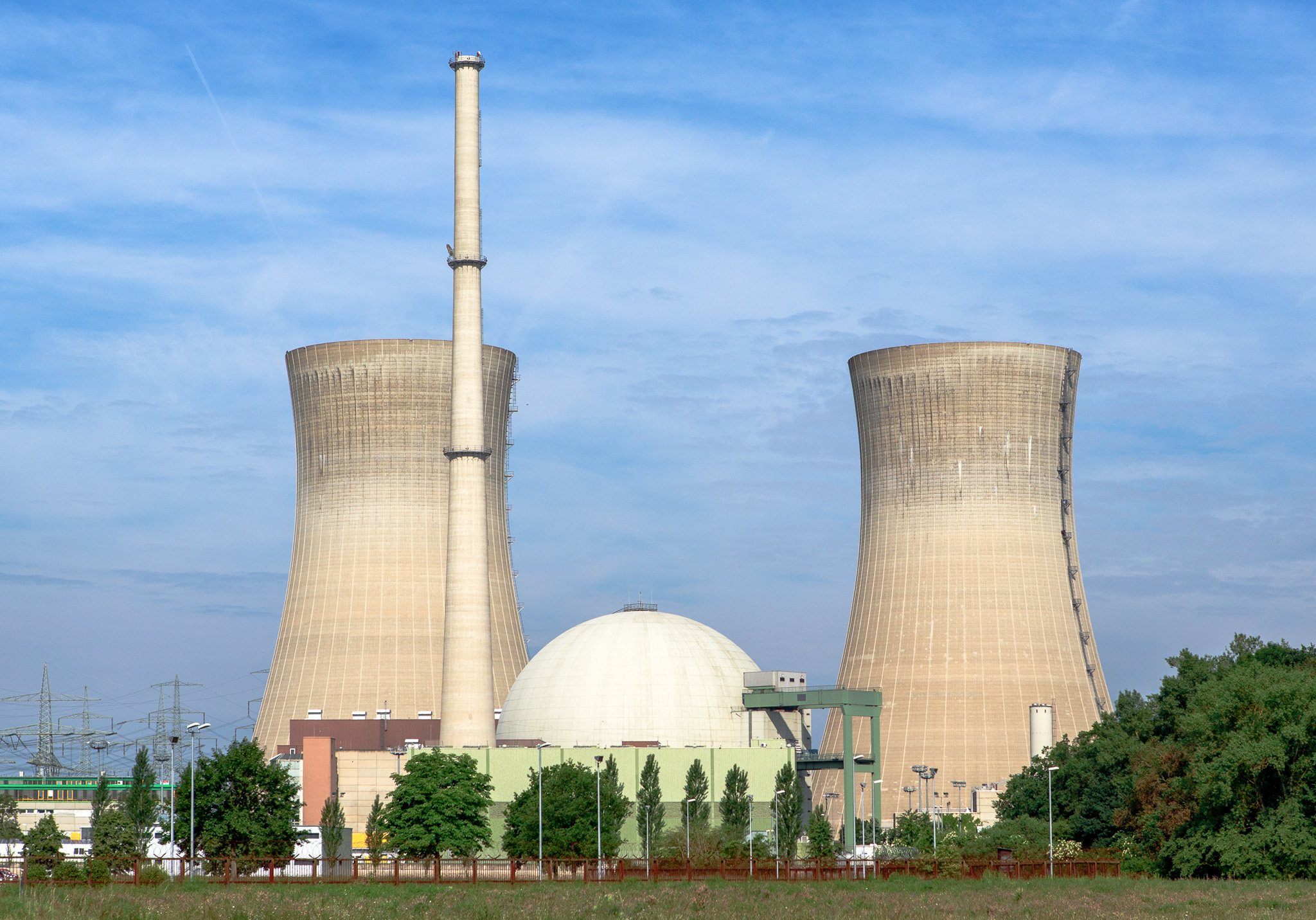
Kernkraftwerk Grafenrheinfeld. Der Kernreaktor befindet sich unter der Kuppel in der Mitte. Links und rechts stehen zwei Kühltürme.

Für die bei Kernreaktionen und radioaktiven Umwandlungen frei werdende Energie wurde 1899 der Begriff Atomenergie von Hans Geitel geprägt. Damals war der Aufbau der Atome noch unbekannt.
Die Verwendung der Begriffe „Kernkraftwerk“ und „Atomkraftwerk“ hat eine politisch-ideologisch motivierte Verschiebung erfahren. In der ersten Phase, die in Deutschland etwa bis Mitte der 1970er Jahre andauerte, wurde die Kernenergie als Inbegriff des Fortschritts gefeiert; man sprach allgemein von „Atomzeitalter“. Experten bevorzugten bereits in dieser Zeit den Begriff „Kernkraft“, da die relevanten Prozesse im Atomkern ablaufen, und nicht im gesamten Atom. Ab etwa 1975 begann die zweite Phase, in der öffentliche Diskussionen über die Gefahren von Kernkraftwerken und spektakuläre Widerstandsaktionen zunahmen. Während Befürworter der Nukleartechnik auf den Begriff „Kernkraftwerk“ bestanden, verwendeten ihre Gegner bewusst die Vorsilbe Atom- und konnten so an die Bürgerinitiativen gegen die Atombewaffnung der Bundeswehr in den 1950er-Jahren anknüpfen.
Die Bezeichnung „Kernkraftwerk“ wird durch die Norm DIN ISO 921/834 geregelt.

### Technikgeschichte

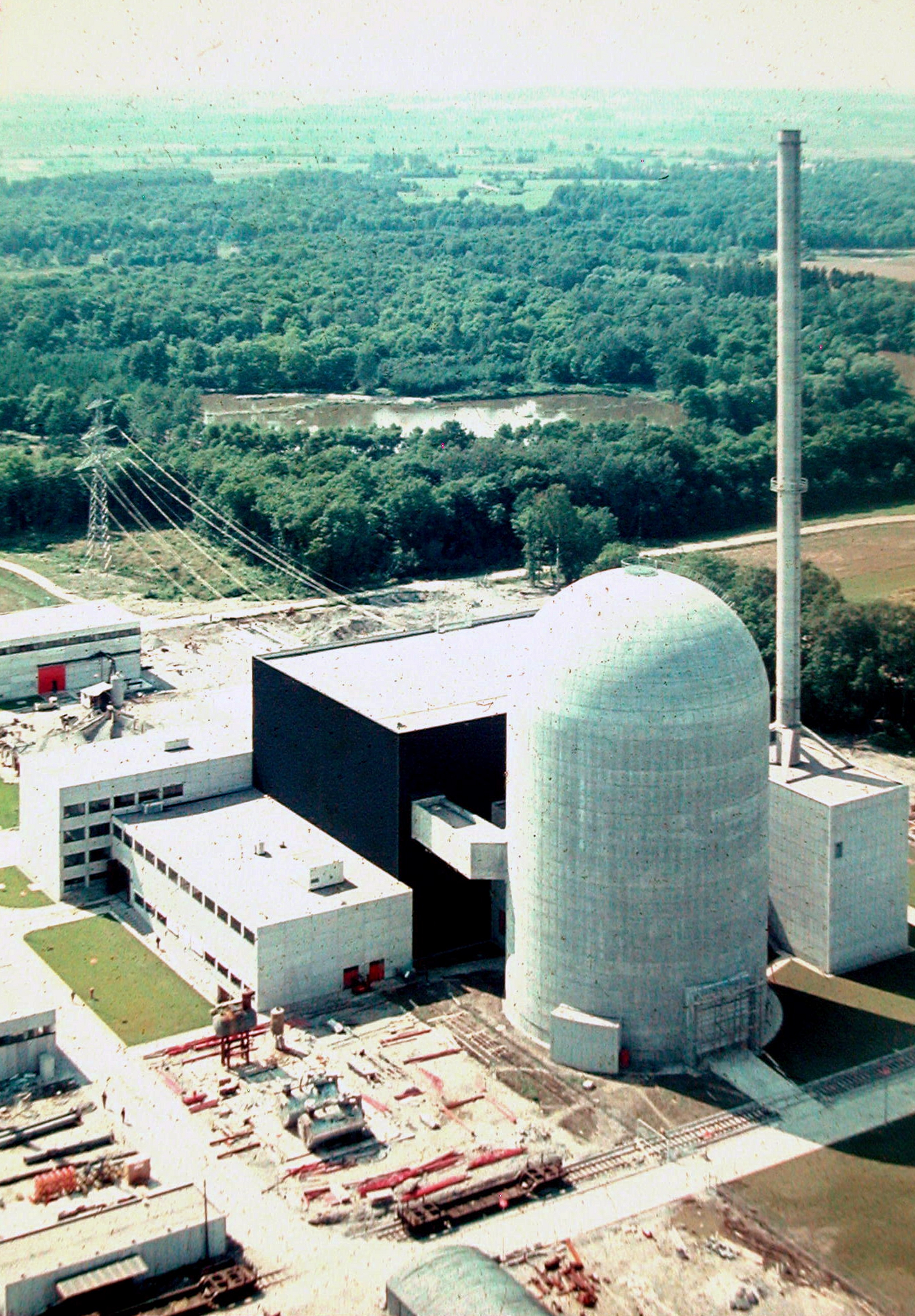
KRB A Gundremmingen im August 1966, Blick vom Wettermast

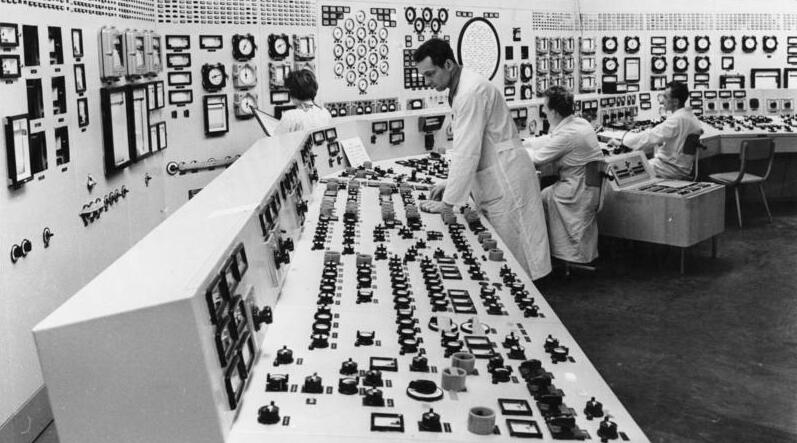
Blick in die Blockwarte des ersten Atomkraftwerks der DDR bei Rheinsberg (1966)

Das erste zivile Kernkraftwerk der Welt wurde 1954 im russischen Obninsk erfolgreich in Betrieb genommen. Es hatte eine elektrische Leistung von 5 MW. 1955 wurde in Calder Hall (England) ein Kernkraftwerk errichtet, das 1956 mit einer Leistung von 55 MW ans Netz ging und als erstes kommerzielles Kernkraftwerk der Welt bezeichnet wird.
Transportable Kernreaktoren spielten im Bereich der nuklear angetriebenen Unterwasserschiffe mit der Nautilus ab 1954 und deren sowjetischem ersten Gegenstück, der K-3 Leninski Komsomol und 1960 mit dem ersten nuklear angetriebenen Flugzeugträger der Enterprise eine zentrale Rolle im Wettrüsten.
Erstes Kernkraftwerk in der Schweiz war 1969 das Kernkraftwerk Beznau. In Österreich wurde 1978 die Inbetriebnahme des ersten Kernkraftwerks Zwentendorf durch eine Volksabstimmung verhindert, weitere wurden nicht mehr gebaut.
In den meisten frühen Kernkraftwerken kamen Siedewasserreaktoren zum Einsatz, da diese einfacher zu bauen und zu regeln sind. Inzwischen sind dagegen Druckwasserreaktoren üblicher, die höhere Leistungsdichten haben und bei denen der Kontrollbereich kleiner ist.

### Kernkraftwerke in Deutschland
Für die Markteinführung der Kernenergie im Bereich Forschung und Entwicklung wurden Hohe staatliche Förderungen aufgewendet. In Westdeutschland beliefen sich diese zwischen 1956 und 1996 auf 25,9 Mrd. Deutsche Mark.
Im Juni 1961 speiste das Versuchsatomkraftwerk Kahl erstmals Strom in das westdeutsche Verbundnetz ein. Es folgten weitere Kernkraftwerke, darunter das erste wirtschaftlich genutzte der DDR, das Kernkraftwerk Rheinsberg. In den 1990er Jahren betrug der Anteil der Kernenergie am Strommix rund 30 Prozent. Ab 2011 sank die Stromproduktion, nachdem Deutschland den Atomausstieg beschlossen hatte.
In der DDR wurden Kernkraftwerke in Rheinsberg und Greifswald mit sowjetischen WWER-Reaktoren betrieben. Wegen Sicherheitsbedenken wurden beide Anlagen 1990 stillgelegt. Im April 2023 wurden die letzten Kernkraftwerke, Emsland, Isar 2 und Neckarwestheim 2, abgeschaltet.

## Generationen von Kernkraftwerken
Man kann Kernkraftwerke in verschiedene Generationen einteilen:
| Generation | Beschreibung                                                                           | Beispiele |
| ---------- | -------------------------------------------------------------------------------------- | --- |
| I          | Erste kommerzielle Prototypen                                                          | Shippingport 1957, DWR 60 MW (elektrisch) Dresden (Illinois) 1960, SWR 180 MW (elektrisch), Fermi 1 1963, Brutreaktor 61 MW (elektrisch) |
| II         | Kommerzielle Leistungsreaktoren                                                        | Die meisten Druckwasserreaktoren und Siedewasserreaktoren, CANDU, Konvoi, EdF-Kraftwerke (DWR)                                           |
| III        | Fortschrittliche Reaktoren (evolutionäre Weiterentwicklungen aus Generation II)        | EPR, AP1000, ABWR, Hochtemperaturreaktor, Advanced CANDU Reactor, MKER, Russisches schwimmendes Kernkraftwerk                            |
| IV         | Zukünftige Reaktortypen (derzeit vom Generation IV International Forum vorangetrieben) | Flüssigsalzreaktor, S-PRISM, Laufwellen-Reaktor, Brutreaktoren, Small Modular Reactor                                                    |

## Anzahl der Kernkraftwerke
| Laufende Kraftwerke, neue im Bau Laufende Kraftwerke, neue in Planung Keine Kraftwerke, neue im Bau Keine Kraftwerke, neue in Planung | Laufende Kraftwerke, stabil Laufende Kraftwerke, Ausstieg beschlossen Zivile Atomkraft illegal Keine Kraftwerke |

Weltweite Nutzung der Kernenergie zur Stromerzeugung

Weltweite Inbetriebnahme und Stilllegung von Kernkraftwerken, in MW installierte Leistung gemessen, Länderspezifisch (Farben)

Bis Ende der 1980er Jahre stieg die Zahl der Kernkraftwerke weltweit stetig an; im Jahr 1989 erreichte sie einen vorläufigen Höhepunkt mit 423 für die Stromproduktion genutzten Reaktoren. Nach Tschernobyl verlangsamte sich das Wachstum stark. Die Zahl der betriebenen Anlagen betrug im Jahr 2002 444, im Jahr 2009 436. Im Jahr 2008 wurde erstmals seit den 1960er Jahren weltweit kein neues Kernkraftwerk in Betrieb genommen. Im März 2011 kam es während der Nuklearkatastrophe von Fukushima zu drei Kernschmelzen; auch die übrigen drei Reaktoren an diesem Standort wurden aufgegeben.
Im April 2020 waren weltweit offiziell 442 Reaktorblöcke mit einer Gesamtleistung von 391 Gigawatt in Betrieb, allerdings waren 25 Kernreaktoren in Japan im Langzeitstillstand (siehe Nuklearkatastrophe von Fukushima); sie sollten nach und nach wieder in Betrieb gehen. Weitere 53 Reaktorblöcke mit einer Gesamtleistung von 56 Gigawatt befanden sich in Bau, der größte Teil davon in asiatischen Ländern. Im Mai 2024 waren 416 Kernreaktoren in Betrieb – 2003 waren es noch 443.
Die Gesamtleistung aller Kernkraftwerke stieg von 2014 (~ 354,56 GWe) bis 2019 (379,79 GWe) an.
| Jahr | Anzahl | Veränderung | Gesamtleistung in Gigawatt | Veränderung |
| ---- | ------ | ----------- | -------------------------- | ----------- |
| 1954 | 1      | +1          | 0,005                      | +0,005      |
| 1960 | 15     | +14         | 0,8                        | +0,8        |
| 1970 | 84     | +69         | 16                         | +15         |
| 1980 | 245    | +161        | 135                        | +119        |
| 1990 | 416    | +171        | 325                        | +190        |
| 2000 | 435    | +19         | 350                        | +25         |
| 2010 | 441    | +6          | 375                        | +25         |
| 2020 | 442    | +1          | 391                        | +16         |

## Funktionsweise und Aufbau

Schema eines Kraftwerks mit Druckwasserreaktor

Schema eines Kraftwerks mit Siedewasserreaktor

Die Umwandlung in elektrische Energie geschieht indirekt wie in herkömmlichen Wärmekraftwerken: Die Wärme, die bei der Kernspaltung im Kernreaktor entsteht (er entspricht dem Kessel in einem Kohlekraftwerk), wird auf einen Wärmeträger – meist Wasser (Standardtyp Leichtwasserreaktor) – übertragen, wodurch dieses erwärmt wird. Direkt im Reaktor oder indirekt in einem Dampferzeuger entsteht Wasserdampf. Der unter Druck stehende Wasserdampf wird einer meist mehrstufigen Dampfturbine zugeführt. Dampfturbinen in Kernkraftwerken gehören zu den größten Dampfturbinen überhaupt. Nachdem die Turbine den Dampf expandiert und teilweise kondensiert hat, wird der restliche Dampf in einem Kondensator niedergeschlagen. Der Kondensator entspricht dabei einem Wärmeaustauscher, welcher auf Sekundärseite etwa mit einem Fluss oder einem Kühlturm verbunden ist. Nach der Kondensation wird das nunmehr flüssige Wasser durch Pumpen auf den Dampfdruck im Kernreaktor oder Dampferzeuger gebracht und in mehreren Schritten nahezu auf Sättigungstemperatur regenerativ vorgewärmt. Das Wasser gelangt danach in den Kernreaktor und der Kreislauf beginnt erneut. Der Wasser-Dampfkreislauf entspricht dabei dem Clausius-Rankine-Kreisprozess.

### Kernreaktor
Der Kernreaktor ist das Herz des Kraftwerks. In seinem zentralen Teil befindet sich der Reaktorkern, der aus Brennelementen besteht, in denen Kernenergie durch kontrollierte Kernspaltung und radioaktiven Zerfall freigesetzt und in Wärme umgewandelt wird. Mit dieser Wärme wird ein Kühlmittel erhitzt, das durch den Reaktor gepumpt wird und dadurch die Energie aus dem Reaktor abtransportiert.
Da die Kernspaltung mit für Lebewesen gefährlicher Radioaktivität verbunden ist, ist der Reaktorkern von einem Schutzschild umgeben. Dieser sogenannte biologische Schild absorbiert die aus dem Reaktordruckbehälter austretende Strahlung. Die äußere Hülle um den Reaktor und die radioaktiven Nebenkreisläufe, zu denen auch das Brennelementlagerbecken gehört, bildet der Sicherheitsbehälter (Containment), der bei Störfällen verhindert, dass radioaktives Material in die Umwelt gelangt. Der Sicherheitsbehälter wird bei einem Bruch des Primärkreises automatisch hermetisch abgeschlossen (sog. Durchdringungsabschluss) und ist so ausgelegt, dass er dem dabei sich aufbauenden Druck standhält. Zusätzlich sind viele Reaktorgebäude mit einer Kuppel aus Beton ausgestattet, um den Reaktor vor Einwirkungen von außen zu schützen.
In Kernkraftwerken werden unterschiedliche Reaktortypen eingesetzt, die sich im Wesentlichen durch die verwendeten Kernbrennstoffe, Kühlkreisläufe und Moderatoren unterscheiden.

### Dampfturbine

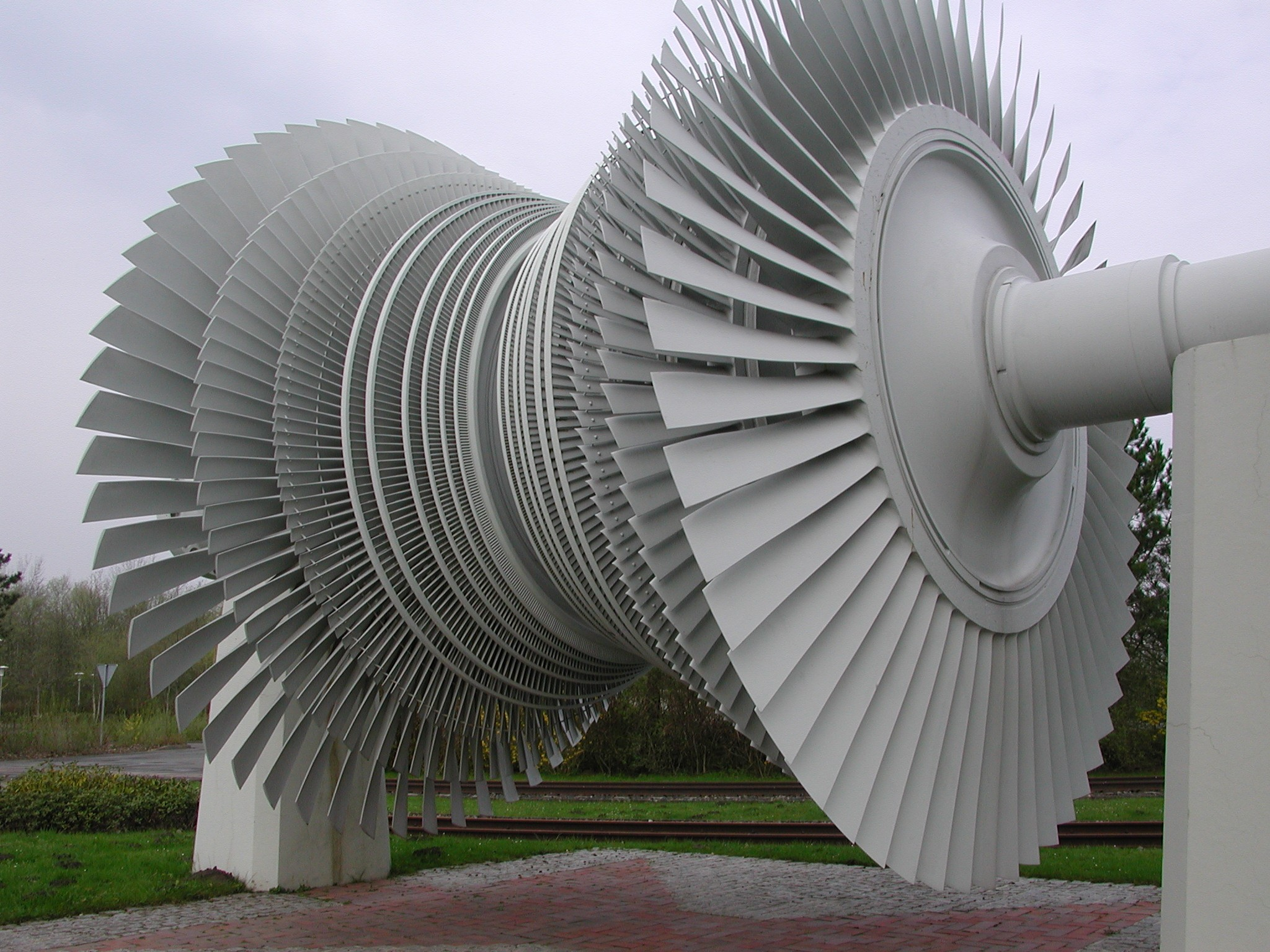
Niederdruck-Turbinenläufer aus dem Kernkraftwerk Unterweser

Die Aufgabe der Dampfturbine ist es, die im Dampf enthaltene Wärme in Rotationsenergie umzuwandeln. An die Turbinenwelle ist die Welle des Generators gekuppelt. In Kernkraftwerken finden zumeist Sattdampfturbinen Anwendung. Die Turbine hat einen Hochdruckteil und – meist zwei oder drei – Niederdruckstufen. Aufgrund der hohen Dampffeuchte nach dem Hochdruckteil wird der Dampf vor Eintritt in den Niederdruckteil mittels Frischdampfüberhitzung und Hochgeschwindigkeitsabscheidung getrocknet. Am Ende der letzten Schaufelreihe des Niederdruckteils hat der Dampf etwa eine Feuchtigkeit von 15 %. Die Entspannung bis in das Nassdampfgebiet führt zu einer hohen Arbeitsausbeute, allerdings mit den Nachteilen, die mit feuchtem Wasserdampf verbunden sind.
Wenn der Generator durch eine Störung die erzeugte elektrische Energie nicht mehr abgeben kann, nimmt er entsprechend wenig mechanische Energie auf. Als Reaktion auf diesen Lastabfall würde sich die Drehzahl der Turbine bis über die zulässige Betriebsgrenze erhöhen, mit der Gefahr der Selbstzerstörung durch zu hohe Zentrifugalkräfte. Um diesen Ablauf zu vermeiden, sind kurz vor dem Turbineneintritt Ventile in der Frischdampfleitung montiert. Wenn diese Schnellschlussventile betätigt werden, leiten sie den Dampf unter Umgehung der Turbine direkt in den Kondensator. Parallel dazu wird der Reaktor heruntergefahren, da der Kondensator die volle Reaktorleistung nur begrenzte Zeit aufnehmen kann. Diese Turbinenschnellabschaltung (TUSA) ist, wie jeder unplanmäßige sicherheitsrelevante Vorfall in deutschen Kernkraftwerken, gemäß AtSMV meldepflichtig.
Das Maschinenhaus mit der Dampfturbine ist baulich meist vom eigentlichen Reaktorgebäude getrennt. Es ist so orientiert, dass bei einer Zerstörung einer Turbine im laufenden Betrieb möglichst keine Trümmerteile in Richtung des Reaktors fliegen.
Im Falle eines Druckwasserreaktors ist die Dampfturbine hermetisch vom nuklearen System getrennt. Um eine Leckage im Dampferzeuger und damit den Übertritt von radioaktivem Wasser frühzeitig zu erkennen, ist am Dampfaustritt des Dampferzeugers ein Aktivitätsmessgerät angebracht. Bei Siedewasserreaktoren ist dagegen auch die Dampfturbine mit radioaktivem Wasser beaufschlagt und deshalb Teil des Kontrollbereichs des Kernkraftwerks.

### Generator

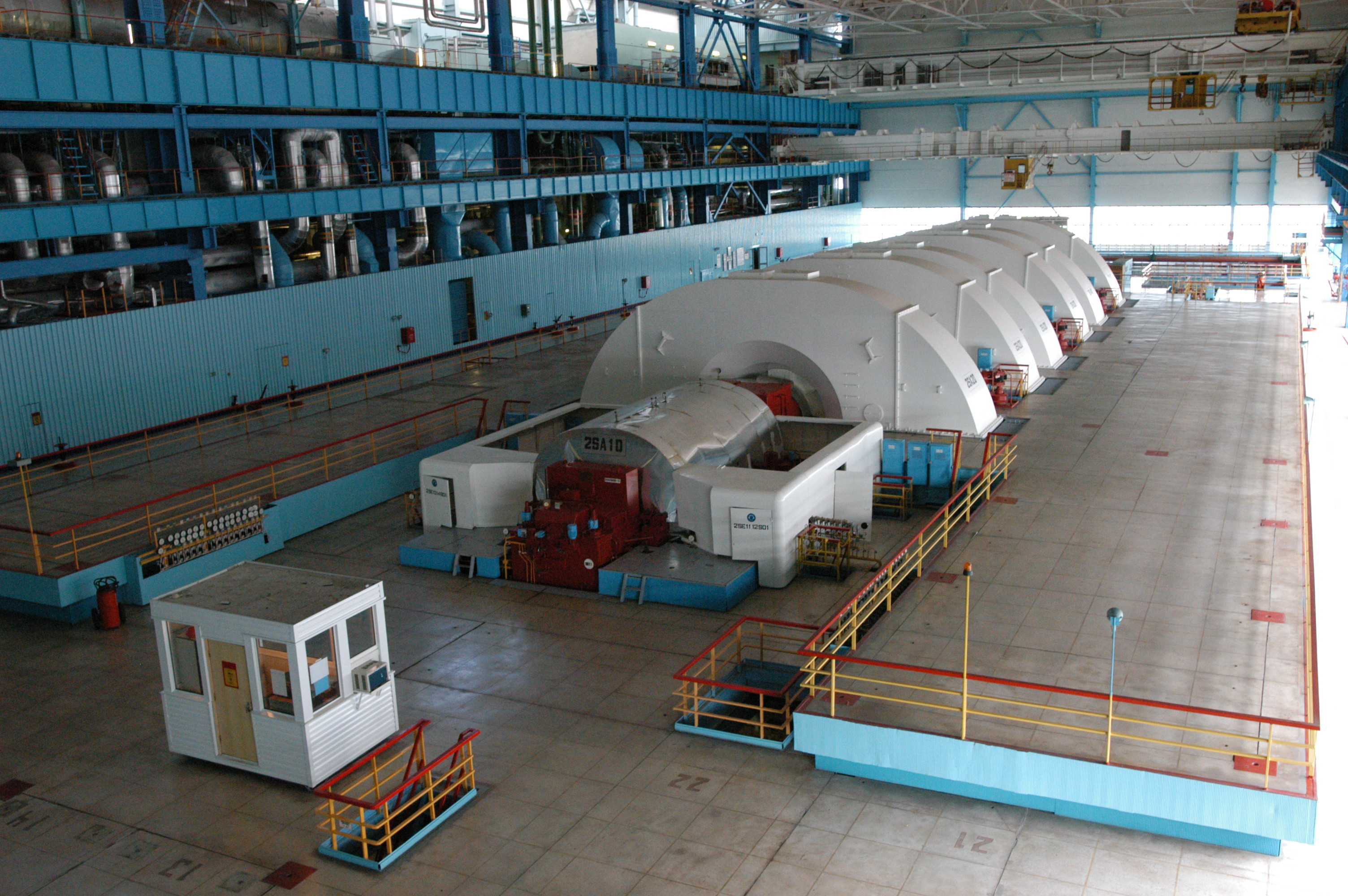
Turbosatz im Kernkraftwerk Balakowo

Der Generator wandelt die durch die Turbine bereitgestellte kinetische Energie in elektrische Energie. Es kommen niederpolige Drehstrom-Synchrongeneratoren mit hoher Bemessungsleistung zum Einsatz. Generatoren dieses Typs werden auch Turbogenerator genannt und bilden in Einheit mit der Dampfturbine einen Turbosatz. Für die EPR-Reaktorblöcke im Kernkraftwerk Taishan wurden die bisher größten Synchrongeneratoren gefertigt. Diese haben eine Bemessungsscheinleistung von 2000 MVA und sind vom Typ GIGATOP-4. Über den Generatorleistungsschalter ist die Generatorableitung mit den Maschinen- und Eigenbedarfstransformatoren verbunden.

### Transformatoren
Zur Anpassung der Generatorausgangsspannung an die Netzspannung dienen Maschinentransformatoren. Außerdem kann dem Netz beim Anfahren mit Hilfe dieser Transformatoren Energie entnommen werden. Während des Betriebs dienen Eigenbedarfstransformatoren zur Deckung des elektrischen Eigenbedarfs. Die Eigenbedarfstransformatoren nehmen die Leistung ebenfalls direkt vom Generator ab.

### Hauptkühlmittelpumpe (DWR) und Zwangsumwälzpumpe (SWR)
Die Hauptkühlmittelpumpe eines Druckwasserreaktors (DWR) hat die Aufgabe, das Kühlmittel zwischen Reaktor und Dampferzeuger umzuwälzen. Die meisten westlichen Kernkraftwerke verfügen über vier Hauptkühlmittelpumpen (entsprechend der Anzahl der Loops), die aus Sicherheitsgründen jeweils voneinander getrennt im Reaktorgebäude untergebracht sind. Die Pumpe ist eine Zentrifugalpumpe mit einteilig geschmiedetem Gehäuse. Der Durchsatz beträgt bis zu 10.000 l/s bei einem Druck von bis zu 175 bar und einer zulässigen maximalen Temperatur von 350 °C. Die Druckerhöhung durch die Hauptkühlmittelpumpe beim DWR entspricht dem Druckverlust im Loop (Reaktor, Dampferzeuger und Rohrleitungssystem). Auch nach Ausfall der Hauptkühlmittelpumpen (der eine Reaktorschnellabschaltung zur Folge hat) ist die Umwälzung und somit die Wärmeabfuhr durch sog. Naturumlauf gewährleistet.
Beim Siedewasserreaktor sind im Reaktordruckbehälter Zwangsumwälzpumpen angebracht, deren Auslegung etwa denen in einem gleich großen DWR entspricht. Sie stabilisieren den Durchfluss und sind über die Drehzahlregelung in die Leistungsregelung des Reaktors eingebunden. Bei größerem Durchsatz sinkt der Dampfblasengehalt im Kühlmittel, wodurch die Reaktivität steigt. Für die Nachwärmeabfuhr nach der Abschaltung sind die Pumpen nicht erforderlich, der Naturumlauf ist dann ausreichend.
Neben diesen Hauptkühlmittelpumpen verfügt ein Kernkraftwerk üblicherweise noch über mehrere Notfalleinspeisungen auf unterschiedlichen Druckniveaus, die bei Störungen (siehe Auslegungsstörfall) die Kühlung des Reaktorkerns aufrechterhalten.

### Sicherheitsventile
Um den Druck im Reaktordruckbehälter bei einem Störfall nach oben zu begrenzen, sind zwei voneinander unabhängige Sicherheitsventile vorhanden. In Kernkraftwerken sind für die Erfüllung einer Sicherheitsfunktion stets mehr Einrichtungen vorhanden, als man zur Erfüllung des Schutzziels benötigt; dieses Prinzip heißt Redundanz. Arbeiten diese Einrichtungen (zur Erfüllung derselben Aufgabe) nach verschiedenen Prinzipien, spricht man von Diversität. Ein Kraftwerksreaktor hat redundante und diversitäre Sicherheitsventile.
Beim Druckwasserreaktor sind Sicherheitsventile und Abblaseventile im Primärkreis in der Nähe des Druckhalters angeordnet. Die Druckbegrenzung soll ein Bersten von Rohrleitungen oder Reaktordruckbehälter verhindern. Die Ventile sind in ihrer Kapazität so ausgelegt, dass sie die zugeführten Volumenströme bei nur geringem Druckanstieg ableiten können.
Im Siedewasserreaktor wird der Dampf in die Kondensatkammer geleitet und dort kondensiert. Die Kammern sind über Wärmetauscher mit dem Zwischenkühlkreislauf verbunden. Werden Gas-Dampfgemische (ggf. nach Filterung) in die Umgebung außerhalb der Sicherheitsbehälter geblasen, spricht man von Venting (siehe auch Wallmann-Ventil).
Die Sicherheitsventile im DWR sind nicht absperrbar, um ihre sicherheitstechnische Funktion nicht zu gefährden. Den Sicherheitsventilen im Ansprechdruck vorgelagert existieren jedoch unabhängige Abblaseventile zur Druckbegrenzung im RKL. Ein solches Ventil kann im Bedarfsfall mit einem vor- oder nachgelagerten weiteren Ventil abgesperrt werden und so einen Kühlmittelstörfall wegen Nichtschließens des Abblaseventils vermeiden. Das Nichtschließen eines Abblaseventils führte 1979 (zusammen mit dem erst später erfolgtem Schließen der Absperrarmatur) zu einem folgenschweren Unfall mit Kernschmelze im Kernkraftwerk Three Mile Island.

### Speisewasserpumpen
Die Speisewasserpumpen haben die Aufgabe, das Wasser aus dem Speisewasserbehälter auf den Dampfdruck im Reaktor und im Dampferzeuger zu bringen und das Wasser mit ca. 2200 kg/s zu fördern. Die benötigte Leistung ist beispielsweise 20 MW pro Pumpe. Über das Speisewassersystem wird der Wasserstand im Dampferzeuger und Kernreaktor geregelt.

### Notstromversorgung
Wenn nötig, erlaubt bei einem Ausfall des Stromnetzes die Notstromversorgung das sichere Herunterfahren des Kernreaktors und die dauerhafte Abfuhr der Nachzerfallswärme. Die Notstromversorgung ist mehrfach redundant aus Dieselaggregaten und Batteriepufferungen aufgebaut. Die Batteriepufferung stellt die unterbrechungsfreie Einkoppelung der Dieselaggregate in das interne Netz des Kraftwerks sicher. Weniger wichtige Hilfssysteme wie Begleitheizungen von Rohrleitungen werden dabei nicht versorgt.

## Betrieb

### Brennstoff
Als Kernbrennstoff wird in den meisten betriebenen Kernkraftwerken angereichertes Uran (Anteil des Isotops 235U ca. 3 bis 4 %) in Form seines Oxids eingesetzt. Dabei hat etwa 1 kg Natururan, mit nur etwa 0,7 % spaltbarem Uran-235-Anteil, einen Energiegehalt wie 12.600 Liter Erdöl oder 18.900 kg Steinkohle. Jedes Brennelement bleibt üblicherweise drei Jahre im Reaktor; jährlich wird das älteste Drittel der Brennelemente ausgetauscht, weil der Gehalt an 235U zu weit gesunken und andererseits ein Gehalt an neutronenabsorbierenden Spaltprodukten aufgebaut ist. Durch Neutroneneinfang ist außerdem ein Teil des nicht spaltbaren Uranisotops 238U in Plutonium umgewandelt worden, und zwar hauptsächlich in 239Pu, in geringerer Menge in 240Pu.
Dieses Plutonium eignet sich als Kernbrennstoff. Durch seine Nutzung lässt sich die Energiemenge, die sich aus einem Kilogramm Natururan gewinnen lässt, erheblich steigern. Zur Nutzung des Plutoniums müssen die Brennelemente eine Wiederaufarbeitung durchlaufen, bei der die Spaltprodukte und das noch nicht verbrauchte Uran abgetrennt werden. Es gibt weltweit, wie auch in Deutschland, viele Kraftwerke mit einer Nutzungslizenz für MOX-Brennelemente. Mischoxid (MOX) ist ein Gemisch aus Uranoxid und Plutoniumoxid. Die Verwendung von höheren Plutoniumanteilen im MOX ist wegen der Möglichkeiten zur Proliferation und der höheren Sicherheitsanforderungen an einen mit Plutonium betriebenen Reaktor umstritten.
Ohne Wiederaufarbeitung abgebrannter Brennelemente kann ein Kernkraftwerk aus einem Kilogramm Natur-Uran je nach eingesetztem Reaktortyp und Brennstoffkreislauf etwa 36–56 MWh Strom erzeugen.
Zusammengenommen haben die rund 435 Kernreaktoren, die es weltweit in 31 Ländern gibt, die Kapazität zur Bereitstellung von etwa 370 Gigawatt elektrischer Leistung. Hierbei fallen pro Jahr rund 12.000 Tonnen radioaktiver Abfall an, der auch Plutonium enthält.
Am weltweiten Gesamtverbrauch von Primärenergie hatte die Kernkraft 2020 einen Anteil von 4,3 %.

### Lastfolgebetrieb
Der Lastfolgebetrieb von Kernkraftwerken spielt eine wichtige Rolle, um die schwankende Einspeisung erneuerbarer Energien wie Wind- und Solarstrom auszugleichen. Traditionell werden Kernkraftwerke zur Deckung der Grundlast im Dauerbetrieb bei Nennleistung eingesetzt, doch durch den steigenden Anteil erneuerbarer Energien entstehen neue Anforderungen an die Flexibilität des konventionellen Kraftwerksparks. Ein wesentlicher Punkt ist die Frage, wie schnell Kernkraftwerke ihre Leistung an die wechselnde Stromnachfrage anpassen können und wie oft sie bei geringer Nachfrage vom Netz genommen werden müssen. Die in Deutschland gebauten Kernkraftwerke können – je nach Reaktortyp – ihre Leistung relativ flexibel anpassen. Druckwasserreaktoren können ihre Leistung im oberen Lastbereich (über 50 % der Nennleistung) mit bis zu 5,2 % pro Minute ändern, während Siedewasserreaktoren eine Regelgeschwindigkeit von bis zu 4,6 % pro Minute aufweisen. Zum Vergleich: Kohlekraftwerke regeln mit etwa 3 bis 4 % pro Minute und Erdgas-Dampf- bzw. Kombikraftwerke mit bis zu 6 % pro Minute. Gasturbinen sind mit 12 % pro Minute besonders schnell regelbar. Allerdings wird der untere Lastbereich bei Kernkraftwerken (unterhalb 50 % Nennleistung) im regulären Betrieb kaum genutzt, da dieser erhöhte Belastungen der Komponenten und damit schnelleren Verschleiß verursachen kann. S. 8 ff.
Da die Betriebskosten relativ niedrig sind, sind Kernkraftwerke darauf ausgelegt, konstant bei Nennleistung zu laufen, um die hohen Investitionskosten über lange Laufzeiten amortisieren zu können. Im Lastfolgebetrieb jedoch, besonders bei negativen Strompreisen, müssen die Kraftwerke Verluste hinnehmen, wenn sie nicht schnell genug heruntergefahren werden können und sie gezwungen sind, Strom zu negativen Preisen zu verkaufen. S. 16 f.
Die Sicherheitsaspekte des Lastfolgebetriebs von Kernkraftwerken werden in Fachkreisen kontrovers diskutiert. Es wird argumentiert, dass Temperatur-, Druck- und Strömungsänderungen die Komponenten stärker beanspruchen, was sich in Materialermüdungs-, Korrosions- und Verschleißerscheinungen äußern kann. Nach einer Auswertung der Gesellschaft für Anlagen- und Reaktorsicherheit aus dem Jahr 2020 kommen die meisten Studien zu dem Schluss, dass der Lastfolgebetrieb nur geringe oder keine Auswirkungen auf die Alterung von Großkomponenten hat und diese innerhalb der Auslegungsgrenzen bleiben. Für zahlreiche Komponenten, wie etwa Armaturen, wird jedoch aufgrund der erhöhten Anzahl an Schaltvorgängen eine stärkere Beanspruchung erwartet. Dennoch kommen die meisten Studien zu dem Schluss, dass die Auslegung der Anlagen sowie implementierte Maßnahmen wie Überwachungssysteme grundsätzlich in der Lage sind, sicherheitsrelevante Folgen des Lastfolgebetriebs zu verhindern oder frühzeitig zu erkennen. Zudem könnten betriebliche und verfahrenstechnische Anpassungen mögliche Auswirkungen weiter minimieren. S. 22
Die Lastanpassung bei Druckwasserreaktoren erfolgt mithilfe der Konzentration an Borsäure im Kühlmittel (Bor ist ein Neutronengift) und mit den Steuerstäben. Falls der Reaktor für einen häufigen Betrieb bei Teillast geplant ist, wie zur Anpassung an erneuerbare Energiequellen, dann werden graue Steuerstäbe, teilweise neutronenabsorbierende Steuerstäbe, eingebaut. Dies ermöglicht eine homogenere Neutronenverteilung im Kern bei niedriger Leistung. Die Lastanpassung bei Siedewasserreaktoren erfolgt vor allem durch die Regelung der Kühlungspumpen. S. 100 Je langsamer die Pumpen arbeiten, desto höher die Temperatur des Wassers im Kern und der Dampfanteil, desto geringer die Moderatorwirkung und somit die Leistung.
Vor ihrer Abschaltung waren deutsche Kernkraftwerke zunehmend an Maßnahmen zur Anpassung der Leistungseinspeisung beteiligt (Redispatch). Am meisten betraf dies das Kernkraftwerk Brokdorf, gefolgt vom KKW Grohnde. S. 63 ff.

### Streckbetrieb
Der Streckbetrieb bezeichnet die Fähigkeit eines Kernkraftwerks die Laufzeit eines Brennstoffzyklus zu verlängern, wenn ein unvorhergesehener Bedarf auftritt. Insbesondere bei Druckwasserreaktoren und Siedewasserreaktoren ist es möglich, durch Anpassungen der Kühlmitteltemperatur zusätzliche Reaktivität freizusetzen.
Normalerweise wird ein Reaktor für etwa ein Jahr ohne Unterbrechung betrieben. Zu Beginn eines solchen Zyklus gibt es einen Überschuss an spaltbarem Uran-235, der für die Kernspaltung benötigt wird. Um die übermäßig entstehenden Neutronen auszugleichen, werden Steuersäbe und Borsäure als Neutronenabsorber im Kühlmittel eingesetzt. Mit dem Fortschreiten des Zyklus nimmt die Menge des Uran-235 ab, wodurch auch weniger Borsäure erforderlich wird und die Steuerstäbe allmählich aus dem Reaktorkern herausgezogen werden können. Am Ende des Zyklus – wenn keine Borsäure mehr benötigt wird und alle Steuerstäbe entfernt sind – reicht die Anzahl der verfügbaren Neutronen nicht mehr aus, um den Reaktor mit voller Leistung zu betreiben. Dies würde unter normalen Bedingungen zu einer schrittweisen Abschaltung des Reaktors führen. Der Streckbetrieb ermöglicht es jedoch, den Reaktor auch über diesen Punkt hinaus zu betreiben, indem die Kühlmitteltemperatur im Reaktor verringert wird. Durch die Reduzierung der Temperatur erhöht sich die Dichte des Kühlmittels, was wiederum die Neutronen besser abbremst und so die Wahrscheinlichkeit erhöht, dass diese Neutronen für weitere Spaltungsprozesse zur Verfügung stehen. Dadurch verliert der Reaktor langsamer an Leistung und kann weiterhin betrieben werden. Dies führt dazu, dass der Reaktor jeden Tag etwa 0,5 % seiner Leistung verliert. Nach etwa 80 Tagen Streckbetrieb erreicht er noch rund 60 % seiner Ausgangsleistung. Dieser Prozess läuft größtenteils automatisch ab, wobei das Bedienpersonal lediglich einige Parameter anpassen muss, um den Betrieb zu steuern. In Deutschland ist der Streckbetrieb zugelassen und wurde bereits mehrfach erfolgreich umgesetzt. Die Entscheidung, ob und wie lange ein Streckbetrieb durchgeführt wird, hängt von einer Abwägung zwischen den sinkenden Stromerträgen und der besseren Brennstoffausnutzung ab.

### Wirkungsgrad
Bezogen auf den Energiegehalt des in einem Brennstab umgesetzten 235U bzw. 239Pu beträgt der Wirkungsgrad eines Kernkraftwerks etwa 35 %. Bei Leicht- und Schwerwasserreaktoren wird der Wirkungsgrad durch die Begrenzung auf vergleichsweise niedrige Frischdampftemperaturen von ca. 330 °C begrenzt (zum Vergleich: Die Frischdampftemperatur eines modernen Steinkohlekraftwerks beträgt ca. 580 °C). Eine Erhöhung der Frischdampftemperatur in einem Kernkraftwerk ist nur schwer zu realisieren, da die hohen Wärmestromdichten in den relativ kompakten Reaktoren die Verwendung von unterkritischem Wasser voraussetzen. Werden andere Kühlmittel verwendet, sind im Prinzip auch höhere Wirkungsgrade erzielbar. Jedoch haben sich Technologien wie der graphitmoderierte CO2-gekühlte Advanced Gas-cooled Reactor letztlich nicht durchsetzen können. Einige Design-Vorschläge für Kernkraftwerke der „vierten Generation“ versprechen durch den Einsatz metallischer oder gasförmiger Kühlmittel oder von Salzschmelzen (Flüssigsalzreaktor) höhere Betriebstemperaturen und damit bessere Wirkungsgrade sowie eine bessere Nutzbarkeit als Prozesswärme. Stand 2022 ist diese Technologie jedoch über das Versuchsstadium kaum herausgekommen.
Durch den Umstand, dass es sich bei einem Kernkraftwerk um ein Großkraftwerk handelt, ergeben sich zudem im Durchschnitt längere Leitungen zum Endverbraucher, womit die Summe der Übertragungsverluste steigt; in Deutschland gingen so durch Netzverluste rund 6 % der bereitgestellten Elektroenergie im Stromnetz verloren.
Der Wirkungsgrad des gesamten Systems wird wie bei allen Energieerzeugungsanlagen reduziert durch den Energiebedarf zum Bau, Betrieb und Rückbau des Kraftwerks.

## Sicherheit

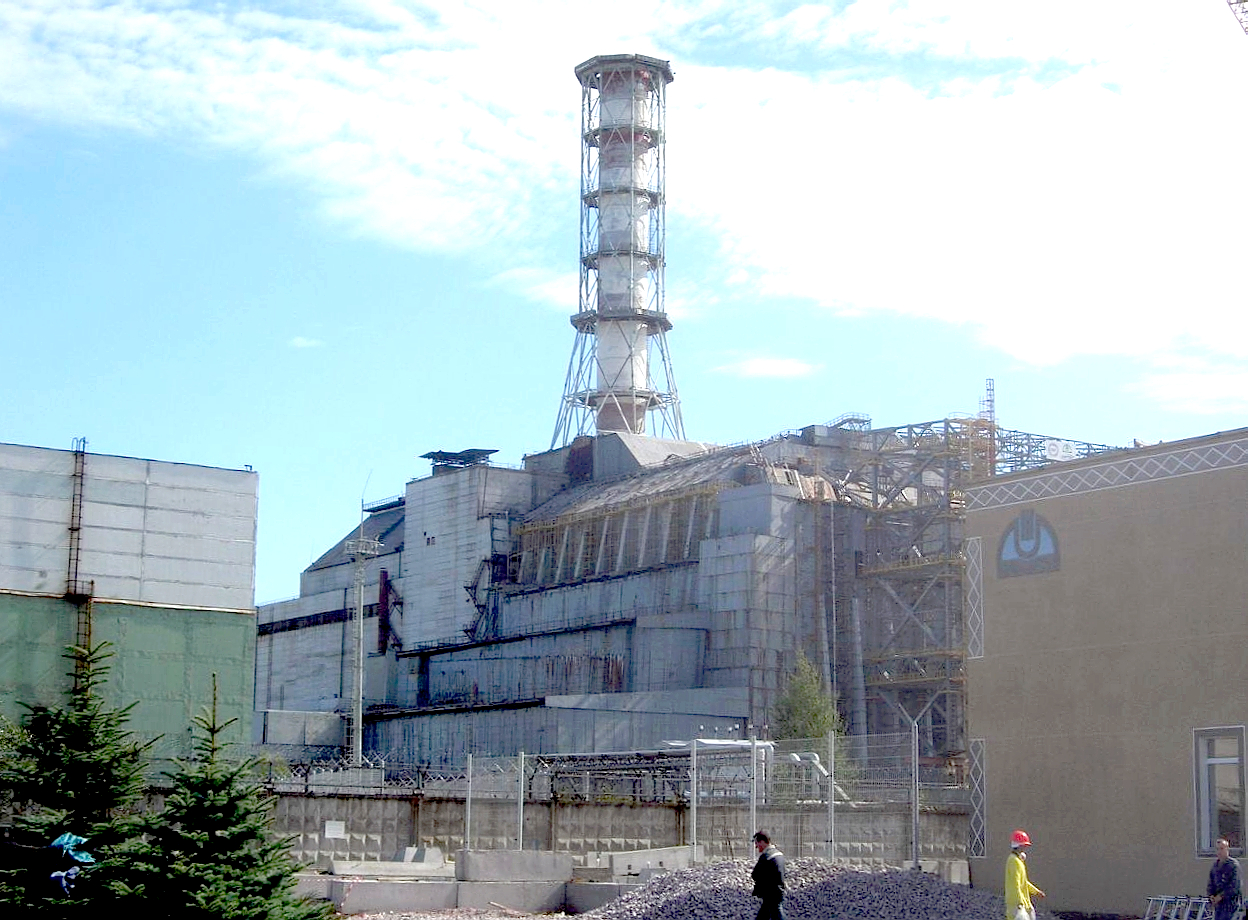
Block 4 des Kernkraftwerks Tschernobyl (2006)

Neben den allgemeinen Unfallrisiken eines thermischen Großkraftwerkes ergeben sich spezielle Risiken aus der Nutzung der Kernenergie. Besonders die Radioaktivität der Spaltprodukte stellt eine Gefahr dar. Unfälle können von geringfügigen internen Betriebsstörungen bis zu einer Katastrophe mit internationalen Auswirkungen reichen, wie es bei der Katastrophe von Tschernobyl der Fall war. Kernkraftwerke können außerdem im Rahmen von Kernwaffenprogrammen genutzt werden.

### Risiko des Austritts von radioaktivem Material
Im normalen Betrieb entweichen kleine Mengen radioaktiven Materials vom Kernkraftwerk durch den Abluftkamin in die Umwelt. Dieses Material umfasst radioaktive Edelgase (Krypton-85) sowie das instabile Wasserstoffisotop Tritium, deren Entweichen gemessen wird und Auflagen unterliegt.
Durch Unfälle oder Störungen der Sicherheitsbarrieren können größere Mengen radioaktiven Materials in die Umwelt und in die Nahrungskette gelangen. Viele konstruktive Maßnahmen dienen dazu, das auch dann noch zu verhindern, wenn große Teile des Reaktors funktionsuntüchtig oder zerstört worden sind (siehe Auslegungsstörfall). Ein Beispiel dafür, dass Fehlbedienung zu einer Freisetzung von Radioaktivität führen kann, ereignete sich 1987 im KKW Biblis. Ein Ventil, das während des normalen Betriebs geschlossen sein sollte, schloss nicht. Die Betriebsmannschaft versuchte, es durch die Öffnung eines Prüfventils „frei zu blasen“, was nicht gelang. Durch die Prüfleitung entwich Kühlwasser des Primärkreislaufs. Die radioaktive Belastung der Umgebung des Kernkraftwerkes blieb unter den gültigen Grenzwerten, da weitere Barrieren wie Auffangbecken und Containment funktionierten.

### Risiko der Kernschmelze

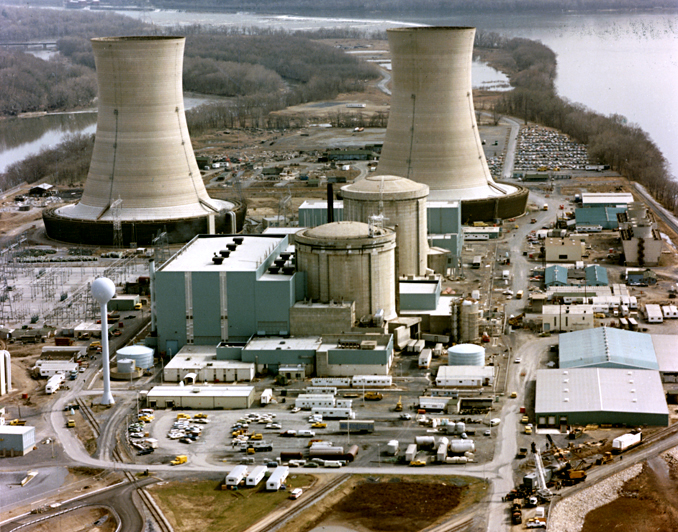
Das Kernkraftwerk Three Mile Island

Durch die extrem hohe Energiedichte im Kernreaktor ist es möglich, dass beim Ausfall der Kühlung der Reaktorkern schmilzt und sich dadurch selbst zerstört. Die Konsequenzen der Kernschmelze können je nach den genauen Umständen im Wesentlichen auf das Kernkraftwerk beschränkt bleiben oder der Auslöser eines unkontrollierten Austritts von großen Mengen Radioaktivität sein.
Die Havarie im Kernkraftwerk Three Mile Island im Jahre 1979 ist ein Beispiel für eine Beschränkung auf das Kernkraftwerk. Hier gelang es, das Schmelzen zu stoppen, bevor der Reaktordruckbehälter zerstört wurde. Der bei der Schmelze entstandene Wasserstoff wurde an die Atmosphäre abgelassen. Mit ihm entwichen radioaktive Isotope.
Beim Unfall in Tschernobyl (1986) wurde der Reaktorkern prompt überkritisch, die Kernschmelze riss die Brennstäbe auf und bildete Wasserstoff. Dampf- und Wasserstoff-Explosionen zerstörten die Abdeckung des Reaktors und warfen Teile des radioaktiven Brennstoffs in die unmittelbare Nähe des Kraftwerks aus. Ein dadurch entfachter Graphitbrand führte zur massiven Freisetzung des radioaktiven Inventars und erzeugte eine radioaktive Wolke, die über weite Teile Europas zog und über einigen Regionen (zum Beispiel Polarkreis, Teile Bayerns und Korsika) abregnete („Fallout“). Politische Folge dieser Havarie war der weitgehende Stopp des Ausbaus der Kernenergie in vielen Ländern Westeuropas.
Die Nuklearkatastrophe von Fukushima ereignete sich am 11. März 2011 infolge des Tōhoku-Erdbebens und eines Tsunamis, die schwere Schäden an vier Reaktorblöcken des Kernkraftwerks Fukushima Daiichi verursachten und in drei Blöcken zu Kernschmelzen führten. Dabei wurden große Mengen radioaktiver Stoffe freigesetzt, rund 150.000 Menschen evakuiert und hohe wirtschaftliche Schäden verursacht. Der Rückbau der Anlage wird voraussichtlich mehrere Jahrzehnte dauern.
Eine Kernschmelze mit unkontrollierter Freisetzung radioaktiven Materials nennt man einen Super-GAU. Ein Core-Catcher „Kernfänger“ soll in Anlagen ab der Generation 3+, wie im chinesischen Kernkraftwerk Tianwan, die Folgen einer möglichen Kernschmelze verringern und den Kern vor dem Absacken in das Erdreich auffangen.

### Entsorgungs- und Endlagerungsproblematik
Die radioaktiven Abfälle aus Kernkraftwerken werden in schwachradioaktive, mittelradioaktive und hochradioaktive Abfälle unterteilt. Die Abgrenzung der Abfallklassen variiert international. Die Internationale Atomenergie-Organisation (IAEA) unterscheidet sie allein nach der Dosisleistung, wobei schwachradioaktive Abfälle keine besondere Abschirmung erfordern, mittelradioaktive jedoch schon. Hochradioaktive Abfälle benötigen aufgrund ihrer hohen Radioaktivität (1014 bis 1017 Becquerel pro Kubikmeter) und der Wärmeentwicklung (2 bis 20 Kilowatt pro Kubikmeter) eine wirksame Abschirmung und Wärmeabfuhr. Der Großteil des radioaktiven Abfalls weist nur geringe Aktivität auf und erzeugt keine Wärme, während eine kleine Menge des Abfalls nahezu die gesamte zu entsorgende Radioaktivität enthält und besonders sorgfältig behandelt werden muss.
Während in einigen Ländern schwach- und mittelradioaktive Abfälle oberflächennah gelagert werden, herrscht in Deutschland Konsens, dass alle radioaktiven Abfälle in tiefen geologischen Formationen endgelagert werden sollen. Zur Entsorgung langlebiger Radionuklide gibt es zwei Ansätze: die Transmutation, also die Umwandlung langlebiger Nuklide in kurzlebigere, und die Endlagerung, vergleichbar mit der Lagerung hochgiftiger chemischer Abfälle. Transmutation ist technisch anspruchsvoll und teuer und wird nicht in großem Maßstab eingesetzt. Die bevorzugte Methode ist die Endlagerung in tiefen geologischen Schichten, wie sie auch bei chemotoxischen Abfällen erfolgreich angewendet wird, etwa in der Untertagedeponie Herfa-Neurode. Für die Sicherheit von Endlagern hochradioaktiver Abfälle werden Zeiträume von bis zu einer Million Jahren berücksichtigt.

### Proliferation von Kernwaffen
Das Risiko der Kernwaffenverbreitung durch die zivile Nutzung der Kernenergie resultiert hauptsächlich aus zwei Schritten im nuklearen Brennstoffkreislauf: der Anreicherung und der Wiederaufarbeitung. Beide Verfahren können spaltbares Material erzeugen, das für den Bau von Kernwaffen genutzt werden könnte und deshalb vor unerlaubter Verwendung geschützt werden muss. Bei der Anreicherung wird der Anteil des spaltbaren Uran-235 im natürlichen Uran von 0,7 % auf 3 bis 5 % erhöht, um es als Brennstoff in Leichtwasserreaktoren zu verwenden. Derselbe Prozess kann jedoch auch zur Produktion von waffenfähigem Uran eingesetzt werden, indem der Uran-235-Anteil weiter erhöht wird. Ab einem Gehalt von 20 % spricht man von hochangereichertem Uran, und bei einem Anteil von über 90 % gilt das Uran als waffenfähig. Da es keine technische Möglichkeit gibt, das Proliferationsrisiko bei der Anreicherung zu eliminieren, sind politische Kontrollmaßnahmen erforderlich. Im zivilen Bereich der Brennstoffproduktion dient die Wiederaufarbeitung dazu, aus abgebrannten Brennelementen das spaltbare Plutonium zu trennen, das sich während des Reaktorbetriebs ansammelt, um es als Brennstoff wiederzuverwenden. Das abgetrennte Plutonium kann jedoch auch zur Herstellung von Waffen genutzt werden, wobei dafür geringere Mengen erforderlich sind als bei hochangereichertem Uran.

### Krankheitsfälle im Zusammenhang mit Kernkraftwerken
Siehe auch: Krebscluster#Krebscluster im Umkreis von kerntechnischen Anlagen - Leukämiecluster Elbmarsch
Möglicherweise hat auch der Normalbetrieb von Kernkraftwerken Auswirkungen auf die menschliche Gesundheit. Eine epidemiologische Studie im Auftrag des Bundesamtes für Strahlenschutz (BfS) im Jahr 2007 zeigte eine signifikant erhöhte Leukämie-Rate bei Kindern in der Nähe von Kernkraftwerken. Danach erkrankten von 1980 bis 2003 im 5-km-Umkreis um die Kernkraftwerke in Deutschland 37 Kinder neu an Leukämie – im statistischen Mittel wären es 17 Kinder gewesen. Im betrachteten Zeitraum erkrankten in Deutschland demzufolge aus obigem Grund durchschnittlich etwa 0,8 Kinder pro Jahr mehr an Leukämie, nimmt man andere Krebsarten hinzu, sind es 1,2 Kinder pro Jahr.
Über die Interpretation dieses Befundes herrscht keine Einigkeit. Die Autoren der Studie sind der Auffassung, dass die von deutschen Kernkraftwerken im Normalbetrieb emittierte ionisierende Strahlung wegen der um ein Vielfaches höheren natürlichen Strahlenbelastung nicht als Ursache in Betracht kommt. Das externe Expertengremium des BfS zur KiKK-Studie kommt hingegen zur Überzeugung, dass aufgrund des besonders hohen Strahlenrisikos für Kleinkinder sowie der unzureichenden Daten zu Emissionen von Leistungsreaktoren dieser Zusammenhang keinesfalls ausgeschlossen werden kann. Andere Studien dagegen fanden einen nur geringen oder gar keinen Zusammenhang zwischen dem Wohnen in der Nähe eines Kernkraftwerkes und dem Auftreten von Krebsfällen.

### Terrorangriffe
Viele deutsche Atomkraftwerke sind auf einen Einschlag einer McDonnell F-4 mit 20 Tonnen Gewicht ausgelegt. Zivile Flugzeuge mit einer viel größeren Masse und Treibstoffmenge wurden in den Genehmigungsverfahren nicht beachtet. Die hohe Wucht und Rotation der Triebwerke sowie das freigesetzte Kerosin eines vollgetankten Jets könnte zu verheerenden Explosionen, Bränden und somit im Kraftwerk zu Kühlmittelverlusten, der Freilegung von Brennelementen bis hin zu einer Kernschmelze führen. Die Reaktor-Sicherheitskommission (RSK) gelangte hingegen zu dem Schluss, dass selbst bei einem gezielten Absturz eines großen Verkehrsflugzeugs auf eine damalige Konvoi-Anlage die Kühlung der Brennelemente (BE) im Reaktor und BE-Lagerbecken erhalten bliebe, sodass Freisetzungen radioaktiver Stoffe aus BE-Schäden nicht zu erwarten seien.
Gegen einen terroristischen Angriff aus der Luft werden vorwiegend Betonschilde unterschiedlicher Dicke je nach Baujahr der Anlage eingesetzt. Um einem absichtlichen Absturz eines Großraumflugzeuges zu vereiteln, können
Nebelwerfer, Abspannseile oder Ablenkplatten installiert werden, damit im Falle eines Aufpralls kein radioaktives Material austritt. Die Vernebelung wird wegen geringer Schutzwirkung wenig eingesetzt. Alternativ wird die großräumige Störung der GPS-Navigation überlegt. Den Abschuss eines Flugzeugs mit Unbeteiligten durch Abfangjäger des Militärs untersagte in Deutschland das Bundesverfassungsgericht.

### Cyberangriffe
Frühere analoge Kontrollsysteme in Kernkraftwerken wurden zunehmend durch digitale Systeme ersetzt, was neue Risiken mit sich bringt. Insbesondere die SCADA-Systeme bieten eine Angriffsfläche für Cyber-Attacken. Zu den potenziellen Bedrohungen zählen Angriffe auf Netzwerke, Manipulation von Sensor- und Steuerungssystemen sowie die Ausnutzung von Schwachstellen in der Software. Ein prominentes Beispiel ist der Stuxnet-Angriff auf die iranische Anlage Natanz im Jahr 2010. Diese Schadsoftware richtete sich gezielt gegen die Gaszentrifugen zur Urananreicherung und führte dazu, dass die betroffenen Maschinen beschädigt wurden, ohne dass die Betreiber dies sofort bemerkten. Ein weiteres Beispiel ist der Angriff auf das Kernkraftwerk Davis Besse in den USA im Jahr 2003, bei dem der SQL-Slammer-Wurm in das interne Netzwerk des Kraftwerks eindrang und kritische Sicherheitsfunktionen beeinträchtigte. Die mögliche Folgen solcher Attacken reichen von Technologiediebstahl über Betriebsstörungen bis hin zur Manipulation sicherheitskritischer Systeme. Um solche Risiken zu minimieren, wird in Kernkraftwerken das „Defence-in-Depth“-Konzept angewendet, das mehrere Sicherheitsebenen umfasst. Sicherheitsrelevante digitale Systeme werden zudem häufig von externen Netzwerken isoliert. Neben technischen Maßnahmen spielen auch menschliche Faktoren eine Rolle, da menschliche Fehler oder Insider-Bedrohungen die Sicherheit gefährden können. Schulungen und Zugangsüberwachung sind daher wichtige Bestandteile der Sicherheitsstrategie.

## Vergleich mit anderen Kraftwerksarten

### Kohlenstoffdioxidbilanz
Obwohl es bei der Kernspaltung keinerlei CO2-Emissionen gibt, lässt sich, wie bei allen anderen Arten der Stromerzeugung, auch ein Kernkraftwerk nicht vollständig CO2-frei betreiben. CO2-Emissionen entstehen vor allem beim Bau des Kraftwerks, bei Abriss und Entsorgung sowie bei der Urangewinnung und -anreicherung. Insbesondere bei der Urangewinnung und der -anreicherung gibt es große Unterschiede bei den CO2-Emissionen in Abhängigkeit von der Urankonzentration des Erzes und dem Verfahren der Anreicherung.
Die Wirtschaftskommission für Europa (UNECE) gibt für 2020 den CO2-Ausstoß bei der Kernenergie für den gesamten Lebenszyklus mit 5,1–6,4 g CO2/kWh an. Im Vergleich dazu erzeugen Kohlekraftwerke 751–1095 g/kWh (ohne CO2-Sequestrierung), GuD-Kraftwerke 403–513 g/kWh (ohne CO2-Sequestrierung), Photovoltaik 8–83 g/kWh, Wasserkraft 6–147 g/kWh, Windkraft 7.8–16 (Festland) bzw. 12–23 g/kWh (Offshore-Windparks) und Sonnenwärmekraftwerke 27–122 g/kWh.

### Wirtschaftlichkeit
Die Stromgestehungskosten (LCOE) eines Kraftwerks setzen sich aus folgenden Faktoren zusammen: Investitionskosten für den Bau, einschließlich Finanzierungskosten, Brennstoffkosten, Betriebs- und Wartungskosten und Stilllegungs- und Entsorgungskosten. Bei Kernkraftwerken dominieren die Investitionskosten, die mehr als 70 Prozent der LCOE ausmachen können. Die Brennstoffkosten sind mit weniger als 20 Prozent hingegen ein relativ kleiner Faktor. Deshalb ist der Strompreis eines Kernkraftwerks sehr empfindlich gegenüber Baukosten und Zinssätzen, jedoch relativ unempfindlich gegenüber dem Preis von Uran. Ein Vergleich der Erzeugerpreise zu Braunkohle, Steinkohle, Wasserkraft, Erdgas, Windenergie und Photovoltaik findet sich unter Stromgestehungskosten.
In den 1950er und 1960er Jahren galt die Stromerzeugung aus Kernkraft als kostengünstig im Vergleich zu anderen Technologien. Seitdem sind die Baukosten von Kernreaktoren jedoch stark gestiegen. Die tatsächlichen Kosten für Kernkraftwerke waren stets höher als vor Baubeginn angegeben, und die Bauzeiten überschritten die geplanten Zeitrahmen fast immer erheblich. Die wirtschaftliche Leistungsfähigkeit neuer Kernkraftwerke, insbesondere in westlichen Ländern, ist im Vergleich zu ihren Vorgängern und zu konkurrierenden Technologien deutlich gesunken.
Um dennoch einen Beitrag zur Reduzierung der Abhängigkeit von fossilen Energieträgern zu leisten, sind mehrere Bedingungen für die wirtschaftliche Rentabilität von Kernkraftwerken günstig. Unter anderem sind dies ein nicht verzerrter Markt ohne bevorzugte Behandlung anderer Technologien, die Standardisierung der Kraftwerke, eine langfristige und stabile Energiepolitik, effiziente Genehmigungsprozesse, die Vermeidung von Standorten mit hohem Risiko von Naturgefahren, sowie die Einbeziehung externer Kosten wie Luftverschmutzung, CO2-Emissionen und Abfallentsorgung in die Bewertung der Wirtschaftlichkeit aller Energieerzeugungstechnologien auf der Grundlage gemeinsamer Standards.

## Haftung bei nuklearen Unfällen
1960 initiierte die Organisation für wirtschaftliche Zusammenarbeit und Entwicklung (OECD) die „Konvention über die Haftung gegenüber Dritten im Bereich der Kernenergie“ (Pariser Übereinkommen). Diese Vereinbarung war eine der ersten internationalen Regelungen, die sich mit Haftungsfragen in der Kernenergie befassten. 1963 folgte das „Brüsseler Zusatzübereinkommen“, das eine höhere Entschädigungssumme als das Pariser Übereinkommen vorsah. Zeitgleich bemühte sich die Internationale Atomenergiebehörde (IAEA), die Grundsätze des Pariser Übereinkommens auf globaler Ebene durchzusetzen, was zur „Wiener Konvention über die zivilrechtliche Haftung für nukleare Schäden“ führte. Beide Konventionen basieren auf wesentlichen Prinzipien, darunter die verschuldensunabhängige Haftung, die ausschließliche Haftung des Betreibers, die Zuständigkeit der Gerichte des Staates, in dem der Unfall geschieht, sowie eine Begrenzung der Haftungssumme und des Zeitraums für Entschädigungsansprüche. Zudem ist der Betreiber verpflichtet, seine Haftung finanziell abzusichern. Diese Grundsätze bilden das Fundament des internationalen Atomhaftungsrechts. Vertragsstaaten können sie in nationales Recht überführen oder die Konvention direkt anwenden. Auch Länder mit zivilen Nuklearprogrammen, die keine Vertragsparteien der Konventionen sind, wie Japan, Indonesien und Malaysia, haben die Prinzipien weitgehend übernommen. Allerdings gibt es Bedenken hinsichtlich der Wirksamkeit der Pariser und Wiener Konventionen, insbesondere in Bezug auf eine schnelle und angemessene Entschädigung bei Unfällen. Viele bedeutende Kernenergienationen sind nicht Teil der Konventionen, und nationale Gesetze weichen oft von deren Bestimmungen ab, was die Angleichung der Haftungsregelungen erschwert. Einige Staaten haben Haftungsbeschränkungen, während andere unbegrenzte Haftungssysteme anwenden. Vietnam etwa erwägt noch den Beitritt zur Wiener Konvention, während Malaysia und Indonesien nationale Gesetze verabschiedet haben, die den international anerkannten Prinzipien der Betreiberhaftung folgen. Diese Gesetze decken jedoch keine grenzüberschreitenden Vorfälle ab, und die festgelegten Haftungssummen sind im internationalen Vergleich relativ niedrig.
Die Übereinkommen zum Pariser und Brüsseler Abkommen wurden 2004 verbessert, um Lehren aus den Nuklearkatastrophen von Three Mile Island und Tschernobyl zu ziehen. Diese Änderungen traten am 1. Januar 2022 in Kraft. Sie erhöhen die Mindestentschädigungssumme bei Nuklearunfällen auf 700 Millionen Euro, im Vergleich zu den vorherigen 6 bis 19 Millionen Euro. Es gibt zudem spezifische Regelungen für geringere Risiken sowie eine präzisere Definition des Begriffs „nuklearer Schaden“, die wirtschaftliche Verluste und Umweltschäden miteinschließt. Der geografische Geltungsbereich wurde erweitert, sodass auch Betroffene aus bestimmten Nicht-Vertragsstaaten entschädigt werden können. Außerdem wurden die öffentlichen Mittel aufgestockt, die im Falle eines nuklearen Unfalls für Personen in den Vertragsstaaten des Übereinkommens bereitgestellt werden.
Die Vertragsparteien des Pariser Übereinkommens sind: Belgien, Dänemark, Finnland, Frankreich, Deutschland, Griechenland, Italien, die Niederlande, Norwegen, Portugal, Slowenien, Spanien, Schweden, die Schweiz, die Türkei und das Vereinigte Königreich. Die gleichen Länder haben auch das Brüsseler Zusatzübereinkommen unterzeichnet, mit Ausnahme von Griechenland, Portugal und der Türkei.
Neben der Wiener Konvention über die zivilrechtliche Haftung für nukleare Schäden, der 43 Nationen beigetreten sind, existieren das Protokoll zur Änderung der Wiener Konvention und das Übereinkommen über zusätzliche Entschädigungen für nukleare Schäden (Convention on Supplementary Compensation for Nuclear Damage). Diese wurden unter der Schirmherrschaft der IAEA verabschiedet und haben 15 bzw. 11 Vertragsparteien. Kanada, Japan und die Vereinigten Staaten sind Vertragsparteien dieses Übereinkommens, das das einzige IAEA-Abkommen ist, das wie das Brüsseler Zusatzübereinkommen zusätzliche öffentliche Mittel bereitstellt. Das Gemeinsame Protokoll über die Anwendung des Wiener Übereinkommens und des Pariser Übereinkommens (Joint Protocol relating to the application of the Vienna Convention and the Paris Convention) ermöglicht es zudem, Vertragsbeziehungen zwischen den Vertragsparteien dieser beiden Übereinkommen herzustellen, um Konflikte zu vermeiden, die durch ihre gleichzeitige Anwendung entstehen könnten.

### Deutschland
Die Schäden im Fall eines nuklearen Super-GAUs in Deutschland werden höchst unterschiedlich beziffert. Eine Studie, die das Prognos-Institut 1992 im Auftrag des Bundesministeriums für Wirtschaft erstellt hat, nannte eine Schadenssumme von etwa 2,5 bis 5,5 Billionen Euro. Im Jahr 2013 nahm eine Studie der Universität Stuttgart die maximalen ökonomischen Auswirkungen mit 14,1 Billionen Euro an. Die Wahrscheinlichkeit für einen Schadensfall dieser Größenordnung wurde dabei auf lediglich einen Vorfall pro 10 Millionen Betriebsjahren eines Reaktors geschätzt.
Die Deutsche Kernreaktor-Versicherungsgemeinschaft wurde 1957 als Atompool gegründet. Sie bietet Rückversicherungsschutz für Erstversicherer gegen Schäden durch nukleare Risiken bis zu 256 Millionen Euro. Schäden über 256 Millionen Euro hinaus, bis zur maximal versicherten Summe von 2,5 Milliarden Euro, wie in § 34 des Atomgesetzes festgelegt, werden von den Kernkraftwerksbetreibern in Deutschland gemeinschaftlich gedeckt. Für Schäden, die über diesen Betrag hinausgehen, haftet der Betreiber des Kernkraftwerks mit seinem Vermögen.
Da die möglichen Schadenssummen um ein Vielfaches höher sind, muss der Staat für darüber hinausgehende Schäden aufkommen. Dies wird als „implizite“ oder „versteckte“ Subvention betrachtet. Müssten die Kraftwerksbetreiber allerdings mögliche Schäden vollständig versichern, wären deren Versicherungsbeiträge erhöht, was sich direkt auf die Wirtschaftlichkeit auswirken würde. 
Laut einer Studie des Forums Ökologisch-Soziale Marktwirtschaft im Auftrag von Greenpeace wäre Atomstrom um bis zu 270 Cent pro kWh teurer, falls bei Kernkraftwerken die gleichen Haftungsregeln gelten würden wie in allen anderen Wirtschaftsbereichen. Eine Studie des Versicherungsforums Leipzig von 2011 hat je nach Schadensszenario eine Spanne von 14 bis 236 Cent pro kWh für die zusätzliche Versicherungsprämie berechnet. Eine Haftpflichtpolice für ein Atomkraftwerk würde demnach 72 Mrd. Euro jährlich kosten und Strompreis eines Atomkraftwerks auf mehr als das Vierzigfache steigen. 
Eine Studie der KU Leuven aus dem Jahr 2013 für die Europäische Kommission hält einen Zuschlag von einem Euro pro MWh (entspricht 0,1 Cent pro kWh) für angemessen, um nukleare Unfälle in den Stromkosten zu berücksichtigen und versteckte Subventionen zu vermeiden.

## Hersteller
International bedeutende Hersteller von Kernkraftwerken sind oder waren beispielsweise Framatome, General Electric, Toshiba oder Westinghouse.
In Deutschland war die Kraftwerk Union AG (KWU) Hersteller von Atomkraftwerken. Die KWU entstand 1968/69 als Tochterunternehmen von Siemens und AEG. 1977 übernahm Siemens die Anteile der AEG. Zunächst errichtete die KWU fünf nahezu baugleiche Kernkraftwerke mit Siedewasserreaktoren („Baulinie 69“), dazu drei weitere. In den 1980er Jahren entstand die sogenannte Konvoi-Reaktorlinie der KWU. Seit der Jahrtausendwende hat sich Siemens nach und nach vollständig aus dem Kernenergiegeschäft zurückgezogen, die KWU ist inzwischen Teil der französischen Framatome.

## Kontroverse

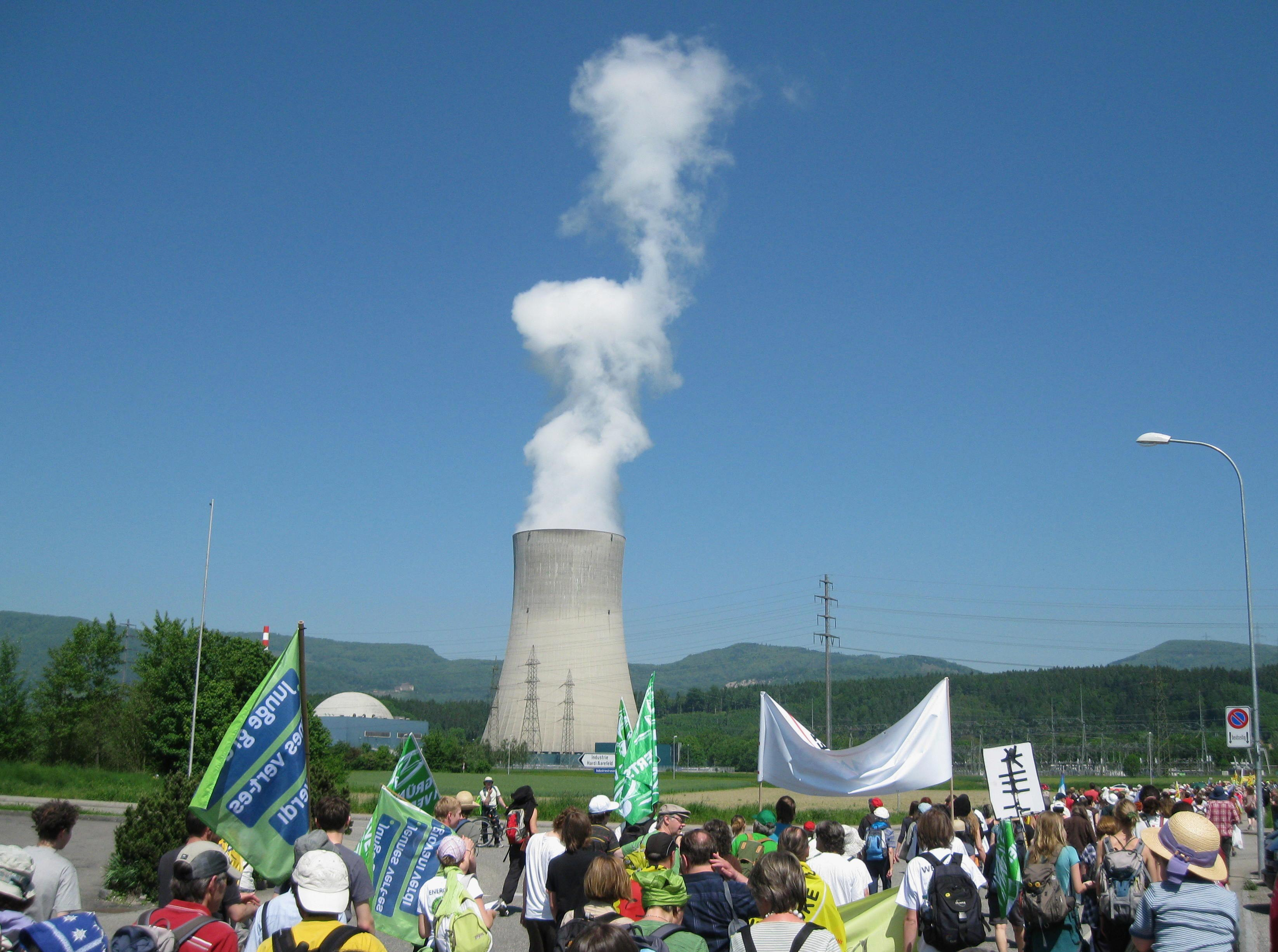
Demonstration vor dem Kernkraftwerk Gösgen (Schweiz)

Die Kernenergie ruft seit ihrer Einführung Kritiker auf den Plan, die sowohl die Gefahren für Menschen und Umwelt als auch die Kosten als nicht hinnehmbar betrachten. Die weltweite Anti-Atomkraft-Bewegung umfasst eine breite Bevölkerung aus allen Schichten und politischen Orientierungen. In Österreich sorgte sie schon 1976 dafür, dass keine Kernkraftwerke mehr gebaut wurden. Weltweite Aufmerksamkeit erregte die Bewegung mit ihren Aktionen in der Schweiz in Kaiseraugst (1970) und in Deutschland in Wyhl (1973–1994) und Grohnde (1976), mit den Protesten gegen die Castor-Transporte und das Endlager Gorleben, dem Gorleben-Treck 1979 mit rund 100.000 Teilnehmern sowie den Protesten gegen die Wiederaufarbeitungsanlage Wackersdorf (1980–1989). Unter anderem die Endlager-Problematik sowie die Katastrophen in Tschernobyl 1986 und Fukushima 2011 führten in vielen Ländern zur Abkehr von Kerntechnik zur Stromerzeugung. In Deutschland wurde der Atomausstieg im Jahr 2000 eingeleitet, 2023 wurden die letzten KKWs abgeschaltet.
Befürworter der Kernenergie argumentieren, dass sie die einzige entwickelte Technologie sei, die in der Lage ist, die enormen Energiemengen bereitzustellen, die für moderne Industriegesellschaften benötigt werden. Sie sei sicher, wirtschaftlich, zuverlässig und nachhaltig – sowohl ökologisch als auch in Bezug auf verfügbare Ressourcen. Im Gegensatz zu erneuerbaren Energien wie Wind und Solar, die intermittierend und auf Backup-Systeme angewiesen sind, könne die Kernenergie langfristig eine stabile Grundlastversorgung gewährleisten. Zudem wird betont, dass die Umstellung auf Kernenergie die globalen CO2-Emissionen deutlich reduzieren könne.

## Leistungs- und Altersrekorde
Das aktuell theoretisch leistungsstärkste Kernkraftwerk der Welt ist seit 2003 mit einer in sieben Reaktorblöcken installierten Gesamtleistung von 8212 MW das zwischen 2007 und 2012 sukzessiv in Langzeitstillstand gegangene Kernkraftwerk Kashiwazaki-Kariwa in Japan.
Nach über 46 Jahren ging am 31. März 2003 mit Calder Hall-1 das KKW mit den bisher meisten Betriebsjahren vom Netz. Nach der Abschaltung der Kernkraftanlage Oldbury in England nach 44 Betriebsjahren ist das Kernkraftwerk Beznau (CH) nahe der schweizerisch-deutschen Grenze am Hochrhein mit im Juli 2022 53 Betriebsjahren das dienstälteste der Welt. Bugey 3 ist mit bisher 42 Jahren das KKW mit den bisher meisten Betriebsjahren in Frankreich. Der nur kurz nach Beznau ans Netz gegangene Nine Mile Point 1 ist der älteste noch in Betrieb befindliche US-Reaktor und mit 53 Jahren bisher der mit den meisten Betriebsjahren in den USA.

### Fachartikel
- W. Marth: The story of the European Fast Reactor cooperation. Kernforschungszentrum Karlsruhe (KfK), Karlsruhe 1993, doi:10.5445/IR/270034998.
- Sergei B. Ryzhov u. a.: VVER-Type Reactors of Russian Design. In: Dan Gabriel Cacuci (Hrsg.): Handbook of Nuclear Engineering. Springer US, Boston, MA 2010, ISBN 978-0-387-98130-7, S. 2249–2320, doi:10.1007/978-0-387-98149-9_20.
- J.C. Van Duysen, G. Meric De Bellefon: 60th Anniversary of electricity production from light water reactors: Historical review of the contribution of materials science to the safety of the pressure vessel. In: Journal of Nuclear Materials. Band 484, Februar 2017, S. 209–227, doi:10.1016/j.jnucmat.2016.11.013 (englisch).
- William Edward Cummins, Regis Matzie: Design evolution of PWRs: Shippingport to generation III+. In: Progress in Nuclear Energy. Band 102, Januar 2018, S. 9–37, doi:10.1016/j.pnucene.2017.08.008 (englisch).

### Fachliteratur
- Bertrand Barré: Nuclear Reactor Systems (= Nuclear engineering series). EDP Sciences INSTN, Institut national des sciences et techniques nucléaires, Les Ulis ; Gif-sur-Yvette 2016, ISBN 978-2-7598-0669-0 (englisch, edpsciences.fr).
- Jovica Riznic: Steam Generators for Nuclear Power Plants (= Woodhead Publishing Series in Energy). Woodhead Publishing (Elsevier), 2017, ISBN 978-0-08-100894-2, doi:10.1016/C2015-0-01340-5 (englisch).
- Serge Marguet: The Technology of Pressurized Water Reactors: From the Nautilus to the EPR. Springer International Publishing, Cham 2022, ISBN 978-3-03086637-2, doi:10.1007/978-3-030-86638-9 (englisch).
- Hans-Josef Allelein: Kernkraftwerke. In: Richard Zahoransky (Hrsg.): Energietechnik. Springer Fachmedien Wiesbaden, Wiesbaden 2022, ISBN 978-3-658-34830-4, S. 103–183, doi:10.1007/978-3-658-34831-1_5.

### Klassiker
- Enrico Fermi: Experimental Production of a Divergent Chain Reaction. In: American Journal of Physics. Band 20, Nr. 9, 1. Dezember 1952, S. 536–558, doi:10.1119/1.1933322 (englisch).
- Sir Christopher Hinton: Nuclear Reactors and Power Production. In: Proceedings of the Institution of Mechanical Engineers. Band 168, Nr. 1, Juni 1954, S. 55–67, doi:10.1243/PIME_PROC_1954_168_011_02 (englisch).
- J. George Wills: Nuclear Power Plant Technology. John Wiley & Sons, New York 1967 (englisch, archive.org).
- W. Marshall (Hrsg.): Volume 1: Reactor technology (= Nuclear power technology. 1 v. 3). Clarendon Press ; Oxford University Press, Oxford 1983 (englisch).